# Sekcja dziesiąta
Sekcja dziesiąta (oryg. Dus, hindi: दस, urdu: دس, tłumaczenie: Dziesięć, tytuł niemiecki "Jeder Augenblick zaehlt") to bollywoodzki thriller wyreżyserowany w 2005 roku przez Anubhav Sinha, autora Cash. W rolach głównych Sanjay Dutt, Sunil Shettyi Abhishek Bachchan, w drugoplanowych Shilpa Shetty, Zayed Khan, Esha Deol i Dia Mirza. Tematem filmu jest walka indyjskiej brygady antyterrorystycznej z terrorystami powiązanymi z czołowymi politykami kraju. Akcja filmu (nagrodzona nagrodą Filmfare) rozgrywa się w Delhi i w Calgary oraz Alberta w Kanadzie. Film przedstawia też braterskie więzi łączące walczących z terrorystami ludzi, ich solidarność, ból, gdy tracą kogoś spośród siebie, także wtedy, gdy strata spowodowana jest zdradą kogoś, komu się latami ufało.

## Linia przewodnia
Every hour, every minute, every second – counts. ("Liczy się każda sekunda")

## Fabuła
Jednostka antyterrorystyczna w Delhi dowodzona przez Siddantha Dheera (Sanjay Dutt) dowiaduje się, że na zbliżający się dzień 10 maja (dus – 10) terroryści zaplanowali akcję, która ma kosztować życie 20 tysięcy ludzi. Siddarth wysyła do Kanady z tajną misją swojego najbardziej zaufanego człowieka młodszego brata Shashanka (Abhishek Bachchan). Towarzyszy mu żółtodziób Aditya (Zayed Khan). Misja jest tajna. Zadaniem agentów jest skontaktować się z pracująca dla nich w Kanadzie Nehą (Esha Deol) i pochwycić niejakiego Himmata Mehendi, który naprowadzi ich na ślad tajemniczego Jambhwala kierującego akcją terrorystyczną. Już na początku w Kanadzie czeka ich niespodzianka w postaci jazdy w samochodzie z bombą. Chcąc uniknąć jej wybuchu jadą tak szybko, że zaczynają być ścigani przez kanadyjskiego policjanta Dana (Sunil Shetty). Dołącza on do tajnej misji rozpracowania, kim jest Jambhwal i zapobiegnięcia śmierci tysięcy ludzi. Tymczasem w Delhi Siddanth odkrywa, że wśród jego najbardziej zaufanych wieloletnich pracowników ktoś go zdradza. Zaczyna podejrzewać wszystkich, nawet zakochaną w nim Aditi (Shilpa Shetty). Czasu jest coraz mniej. Ich jednostka pod naciskiem polityków związanych z terrorystami ma być wkrótce rozwiązana, a 10 maja tuż tuż.

## Obsada
- Sanjay Dutt – Siddanth Dheer
- Sunil Shetty – Danish (Dan)
- Abhishek Bachchan – Shashank Dheer, młodszy brat Siddantha
- Zayed Khan – Aditya
- Shilpa Shetty – Aditi
- Esha Deol – Neha Bhogaraju
- Pankaj Kapoor – Himmat Mehendi- nominacja do Nagrody Filmfare za Najlepszą Rolę Negatywną
- Dia Mirza – Anu Dheer
- Raima Sen – Priya (żona Dana)
- Gulshan Grover – Irfan Khan/Jambhwal
- Rajendra Sethi – Altaf
- Ninad Kamat – Roy

## Piosenki
Muzykę, nominowaną do Nagrody Filmfare za Najlepszą Muzykę skomponował duet Vishal-Shekhar, twórcy Karam, Home Delivery: Aapko... Ghar Tak i Cash. (2007)
1. Ta Ra Rum Pum (2007) (as Vishal-Shekhar) .
2. Adrenaline Nitrate (Dus Theme)
3. Alternate Trance
4. Chham Se
5. Deedar De (Ranjit Barot Mix)
6. Deedar De – Sunidhi Chauhan (nominowana do Nagrody Filmafe za Najlepszy Playback Kobiecy)
7. Dus Bahaane – Kay Kay i Shantanu Mukherjee (nominowani do Nagrody Filmafe za Najlepszy Męski Playback)
8. Get Into My Car
9. Jaaniya Ve